# Relaciones Chile-Togo
Las relaciones Chile-Togo son las relaciones internacionales entre la República de Chile y la República Togolesa.

## Historia

### sigloXXI
Las relaciones diplomáticas entre Chile y Togo fueron establecidas el 30 de septiembre de 2015.

## Relaciones comerciales
En 2023, el intercambio comercial entre ambos países ascendió a los 1,72 millones de dólares estadounidenses, lo que supuso un 26% de crecimiento promedio anual en los últimos cinco años. Solo se registraron exportaciones de Chile a Togo, de jureles congelados y uvas frescas.

## Misiones diplomáticas
- Chile no cuenta con representaciones diplomáticas ni consulares en Lomé.[3]
- Togo no cuenta con representaciones diplomáticas ni consulares en Santiago de Chile.[3]